# SOS 103
Pour plus de détails, voir Fiche technique et Distribution.
SOS 103 (titre original : Uomini sul fondo) est un film italien réalisé par Francesco De Robertis et sorti en 1941.

## Synopsis
Dans le Golfe de La Spezia, un sous-marin de la marine italienne de grande croisière, le A 103, entre en collision avec un navire de ravitaillement et s'immobilise à 80 mètres de profondeur. De délicates tentatives de sauvetage du bateau et de l'équipage vont s'organiser.

## Fiche technique
- Titre du film : SOS 103
- Titre original : Uomini sul fondo
- Réalisation, scénario et montage : Francesco De Robertis
- Collaboration technique à la réalisation : Ivo Perilli puis Giorgio Bianchi
- Photographie : Giuseppe Caracciolo - Noir et blanc
- Décors : Amleto Bonetti
- Son : Adolfo Alessandrini
- Musique : Edgardo Carducci
- Production : Scalera Film avec la collaboration du Centre cinématographique du ministère de la Marine. Directeur de production : Cesare Zanetti
- Pays d'origine :  Royaume d'Italie
- Durée : 94 minutes
- Sortie : février 1941 Royaume d'Italie

## Distribution
- Les officiers, sous-officiers et l'équipage d'un sous-marin italien placé sous le commandement de Nicola Morabito
- Felga Lauri, Maria Enrichetta Stoppa, Diego Pozzetto (autres interprètes)

## Autour du film
- Produit par le Centre cinématographique du ministère de la Marine italienne, organisme placé sous l'autorité de Francesco De Robertis, Uomini sul fondo, réalisé en majeure partie avant l'entrée en guerre de l'Italie fasciste (juin 1940), bénéficia de l'aide logistique des frères Scalera, producteurs puissants et très liés aux milieux gouvernementaux. Les intérieurs du film furent tournés à Trieste, tandis que les extérieurs furent filmés dans le port militaire de La Spezia avec un groupe de navires de la mer Haute Tyrrhénienne. Bien que le film contienne certaines allusions idéologiques, conformes à la politique mussolinienne, il frappe par une authenticité peu courante à cette époque. Un avertissement préliminaire au film indique d'ailleurs : « Le film, réalisé à la veille de l'actuel conflit avec les mêmes hommes aujourd'hui engagés dans la lutte, n'a pas d'autre intention que de faire connaître les grands renoncements, les héroïsmes silencieux qui confèrent aux hommes des sous-marins le suprême privilège d'une distinction impossible entre leur vie en paix et leur vie en guerre. » Jean A. Gili fait remarquer que le ton novateur de Uomini sul fondo n'avait pas échappé à l'œil averti d'un critique de La Stampa, Mario Gromo, qui écrivait en 1941 : « La valeur et la signification de ce film résident dans un accent de vérité, [...], échappant à l'aridité du documentaire et parvenant à la cohérence d'un monde. [...] De Robertis scrute et exprime patiemment et avec ténacité sa réalité : c'est une sévère leçon qui pourrait susciter une tendance dans notre cinéma. »[1] Cette tendance sera celle initiée par l'école néo-réaliste.
- Notons, cependant, l'avis contradictoire exprimé par Raymond Borde et André Bouissy : « Si nous faisons la fine bouche à propos du néo-réalisme d'Ossessione, que devrions-nous dire de certains films qu'une critique aveugle a montés en épingle ? » Les deux critiques citent donc, parmi ceux-ci, S.O.S. 103 de De Robertis. Et de poursuivre ainsi : « Que ces commandes officielles de l'État fasciste soient déjà traitées dans l'esprit néo-réaliste est, par contre, insoutenable. [...] Si les comportements des marins sont assez bien observés et s'il y a, dans le film de De Robertis notamment, un bon exercice de psychologie de groupe, cela ne suffit pas pour parler de néo-réalisme. »[2]

## Article annexe
- Sous-marins au cinéma et à la télévision